# Отче наш (фільм)
«Отче наш» — радянський художній фільм 1989 року, знятий режисером Борисом Єрмолаєвим на кіностудії «Мосфільм».

## Сюжет
Молода єврейка, отримавши наказ окупаційної влади з'явитися на місце збору, йде із сином у місто. Вони підходять до гетто, але зрозумівши, що на них чекає, йдуть. Вони блукають містом, не сміючи зайти до знайомих. Настає ніч. Притулившись один до одного, мати та син засинають на лавці. А вранці їхні замерзлі тіла солдати байдуже кидають у кузов вантажівки.

## У ролях
- Маргарита Терехова — мати
- Сашко Ігнатьєв — син
- Валентин Нікулін — вчитель співу
- Володимир Меньшов — людина зі шрамом
- Валентина Малявіна — аптекарка
- Юрій Катін-Ярцев — старий у ковпаку
- Алла Осипенко — балерина
- Маргарита Няго — епізод
- Вацлав Дворжецький — священик
- Олег Федоров — Мєшковатов
- Лариса Полякова — вагітна
- Тамара Лязгіна — акробатка
- Марта Грахова — глухоніма
- О. Єрмолаєва — епізод
- А. Аксьонов — епізод
- Н. Пічугіна — епізод
- Володимир Царьов — продавець
- Євген Дегтяренко — епізод

## Знімальна група
- Режисер — Борис Єрмолаєв
- Сценарист — Борис Єрмолаєв
- Оператор — Борис Кочеров
- Композитор — Мечислав Вайнберг
- Художник — Павло Ілишев